# Matinkari, Nagu
Matinkari är en klippa nära Majholmen i Nagu,  Finland.   Den ligger i Pargas stad i landskapet Egentliga Finland. Ön ligger omkring 1 kilometer sydväst om Majholmen, omkring 9 kilometer nordost om Nagu kyrka,  26 kilometer sydväst om Åbo och 160 km väster om Helsingfors. Närmaste allmänna förbindelse är förbindelsebryggan vid Själö som trafikeras av M/S Falkö och M/S Östern.
Terrängen runt Matinkari är platt. Havet är nära Matinkari åt sydost.  Närmaste större samhälle är Väståboland, 16,3 km öster om Matinkari. 